# Mlýnský rybník a rybník Rohlík
Mlýnský rybník a rybník Rohlík je bývalá přírodní památka ev. č. 247 na Chobotovském potoce poblíž městyse Trhová Kamenice v okrese Chrudim. Oblast spravovala AOPK ČR Správa CHKO Žďárské vrchy.
Důvodem ochrany byly vodní a mokřadní přírodní společenstva s biotopy makrofytní vegetace přirozeně eutrofních a mezotrofních stojatých vod, rákosin a vegetace vysokých ostřic, na něž navazuje údolní niva s biotopy vlhkých pcháčových luk a tužebníkových lad, nevápnitých mechových slatinišť a údolních jasanovo-olšových luhů s výskytem chráněných a ohrožených druhů rostlin a živočichů.
Chráněné území bylo ke dni 12. září 2019 zrušeno a nahrazeno nově vyhlášenou přírodní památkou Trhovokamenické rybníky.